# Diều ăn ong
Diều ăn ong (danh pháp hai phần: Pernis ptilorhynchus) là loài chim thuộc Họ Ưng (Accipitridae).. Thức ăn của chúng là ấu trùng và tổ của ong vàng.

## Hình ảnh

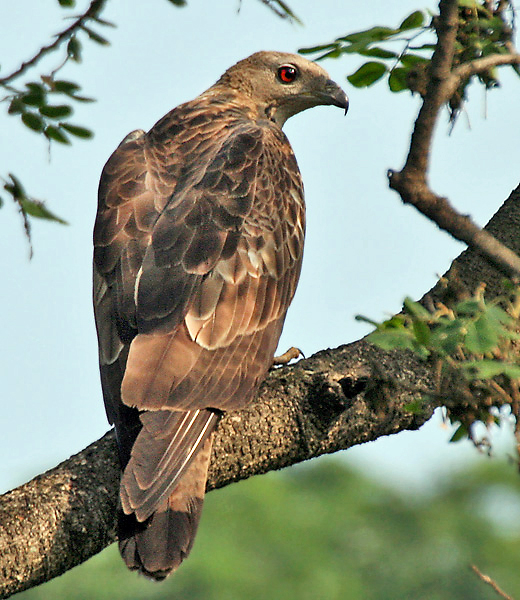
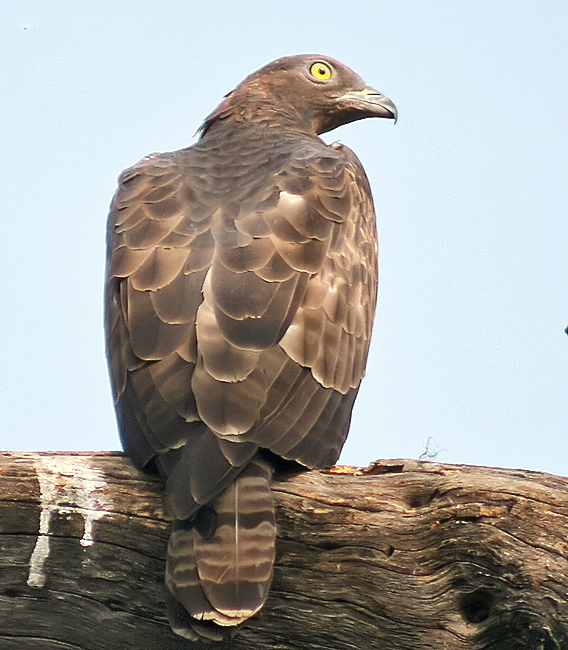
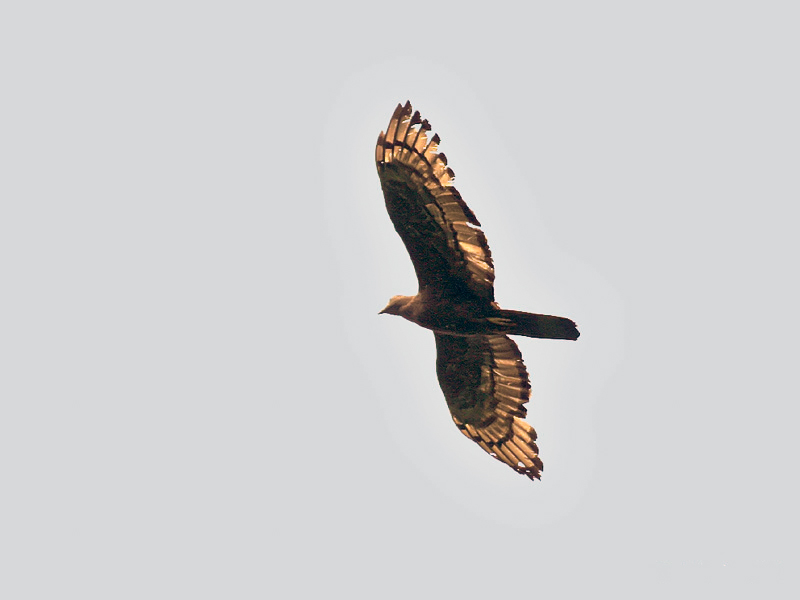

## Tham khảo
